# Whiteside County
Whiteside County is een county in de Amerikaanse staat Illinois.
De county heeft een landoppervlakte van 1.774 km² en telt 60.653 inwoners (volkstelling 2000). De hoofdplaats is Morrison.

## Bevolkingsontwikkeling

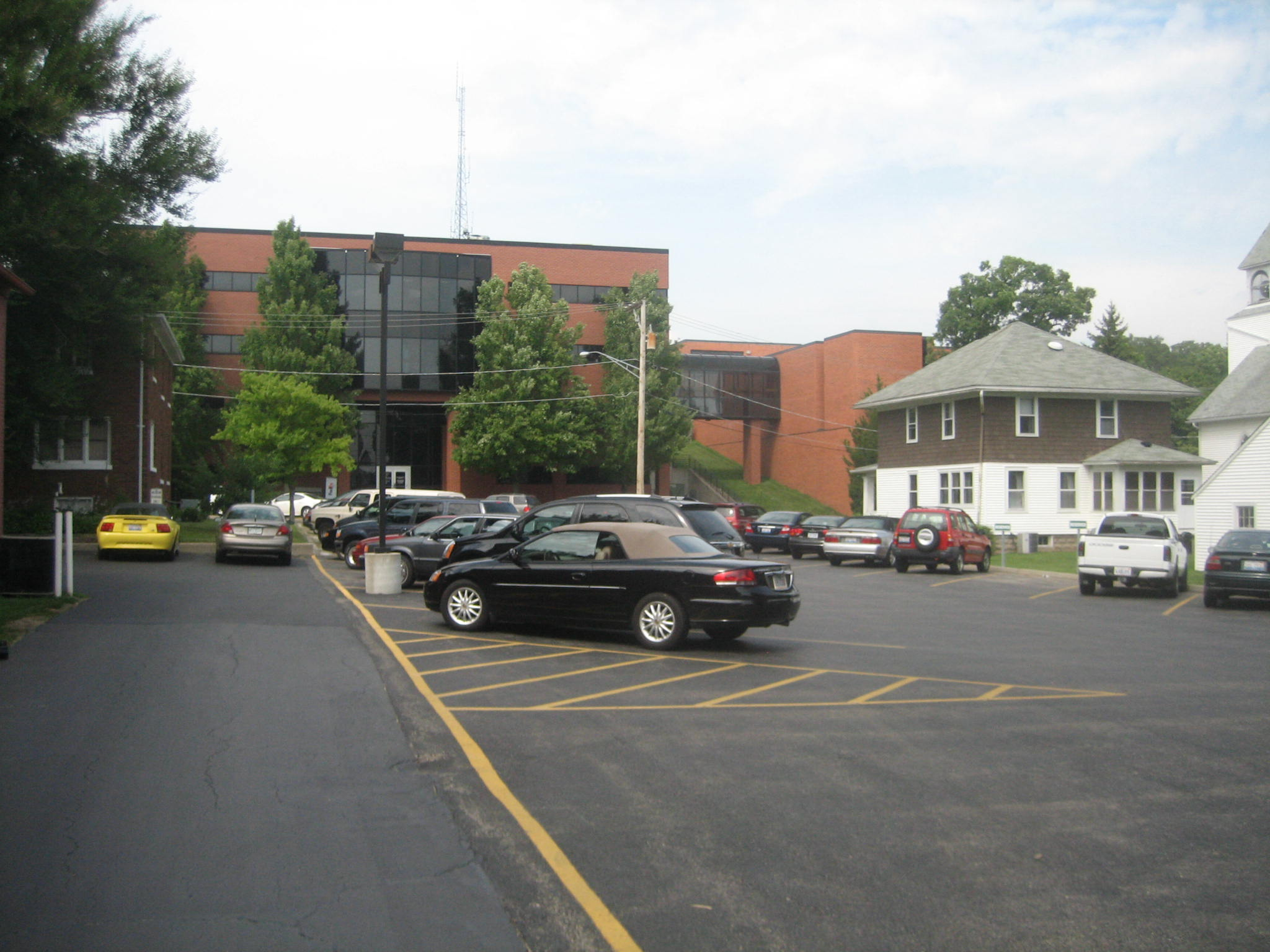
Whiteside County Courthouse